# Bermudas en los Juegos Olímpicos de París 2024
Las Bermudas estuvieron representadas en los Juegos Olímpicos de París 2024 por ocho deportistas, cuatro hombres y cuatro mujeres, que compitieron en cinco deportes.
Los portadores de la bandera en la ceremonia de apertura fueron el atleta Jah-Nhai Perinchief y la regatista Adriana Penruddocke. El equipo olímpico bermudeño no obtuvo ninguna medalla en estos Juegos.